# Одељење историјских наука САНУ
Одељење историјских наука САНУ једна је од организационих јединица Српске академије наука и уметности, која обухвата три научне дисциплине: историју, историју уметности и археологију.
Научне задатке Одељење остварује научним пројектима и посредством већег броја одбора који покривају готово сва раздобља, периоде и подручја насељена Србима. На истим основама почива делатност археологије и историје уметности. Чланови Српске акдемије наука и уметности управљају свим пројектима и одборима, у које су укључени и научни радници са универзитета и института. У остваривавању научних задатака Одељење реализује индивидуалне пројекте уз ангажовање академијских одбора.
Под ингеренцијом Одељења су Византолошки и Балканолошки институт.

## Историјат
Од самог оснивања Друштва српске словесности, проучавање српске историје био је један од његових главних задатака. У њему су историчари били окупљени у Историјском одсеку, а својим бројним научним радовима дали су Гласнику Друштва, као часопису, готово у потпуности историографски карактер. Већ у то време била је јасна важност историјских извора за проучавање српске прошлости, па је зато раду на њиховом прикупљању и објављивању била посвећена нарочита пажња. Прикупљена грађа о српској прошлости објављивана је у издањима Друштва, а у Гласнику су редовно штампане и расправе из српске историје, историје цркве, историје права, али и помоћних историјских наука.
Након укидања Друштва српске словесности, новоформирано Српско учено друштво је са великим полетом наставило послове који су на пољу развоја српске историографије започети претходних година. У новом Друштву чланови историографске струке били су окупљени у посебно одељење – Одсек за науке историјске и државне. Новоизабрани чланови допринели су томе да се српска историографија додатно развије и постави на виши научни ниво. Међу члановима Друштва је још увек било оних који су се историјом бавили под утицајем патриотских заноса и традиције, а не искључиво на основу историјских извора и њихове научне критике. То је довело до оштре расправе међу члановима Друштва, а резултат те расправе била је коначна победа критичке оријентације у српкој историографији.
Спорења о томе да ли би Друштво требало да буде научна установа или ће му главни задатак бити просвећивање народа, довела су до стварања Српске краљевске академије 1886. године, као установе која је искључиво требало да се бави научним радом. Године 1892. дошло је до спајања Српског ученог друштва и Српске краљевске академије тако што су чланови Друштва постали почасни чланови Академије. Подела Академије на четири шире стручне области сврстала је историчаре у Академију друштвених наука. Према Пословнику Српске краљевске академије, она је морала да руководи систематским научним истраживањима и да пружа матеијалну помоћ не само својим члановима, већ и свим другим научним радницима који су радили на пословима од великог значаја. У периоду између два светска рата није било друге институције која је могла на тај начин да допринесе развоју домаће историографије.
Након Другог светског рата, рад Академије одвијао се у измењеним друштвено-политичким околностима. Реорганизована Академија била је подељена на одељења, а историчари су се поново нашли у Одељењу друштвених наука. Генерација предратних историчара, која је чинила основу историографске струке у том одељењу, није дозволила да владајући режим са својим идеолошким шаблонима утиче на њихов рад. Чланови Одељења друштвених наука који су се бавили историографијом чинили су његов најплоднији део. Њихов број и активност су временом толико порасли да се појавила идеја о подели Одељења друштвених наука, односно стварању посебног одељења које би под кровом Академије окупљало само оне чланове који се баве историографијом.
Одељење историјских наука основано је одлуком Председништва САНУ 11. марта 1971. године, а у његов састав ушли су сви дотадашњи чланови Одељења друштвених наука који су се бавили историјом, археологијом и историјом уметности. Новоформирано Одељење преузело је старање над свим одборима који су се бавили историјским темама и врло брзо се сврстало међу најактивнија одељења у Академији. Један од главних задатака Одељења и његових чланова био је рад на прикупљању и објављивању грађе о историји српског народа. Циљ је био да се настави рад претходника који су под окриљем Академије радили на том послу ранијих деценија, али да се то чини организованије и темељније него пре.
Број одбора на старању Одељења је брзо растао, тако да је због боље координације у њиховом раду извршена реорганизација одбора у периоду од 1977. до 1979. гоине. Тај процес је започет оснивањем Одбора за историју уметности и Одбора за археологију, а настављен је оснивањем других одбора, који су покрили историјске периоде од средњег до 20. века. Резултат те реорганизације био је то што су одбори постали трајније и боље организоване јединице које су привлачиле велики број научних радника из свих крајева земље. Поред одбора организованих према историјским периодима које проучавају, неки веома значајни одбори формирани су по географском принципу. Таква организација одбора омогућила је да се проучавају сви временски периоди српске прошлости, али и простори које је српски народ насељавао.
Једна од важнијих активности Одељења историјских наука јесте његова издавачка делатност. Том питању Одељење је увек поклањало посебну пажњу, јер је сматрало да најбоље кроз издавачку делатност може у потпуности да прикаже јавности резултате свог рада. Основу издавачке делатности Одељења историјских наука чине две периодичне публикације, Глас и Споменик, а поред њих постоји и едиција Посебних издања.
Поред издавачке делатности, и организовање научних скупова представљало је још једну важну активност Одељења историјских наука и његових чланова. Научни скупови које је организовало Одељење нису били само свечано-јубиларног карактера, већ су представљали плод конкретног научног развитка у одређеним областима.
Поред бављења науком као својом главном делатношћу, Одељење историјских наука савесно је обављало и своју друштвено одговорну улогу у српском друштву. У свим својим иступањима, Одељење историјских наука и његови чланови бранили су струку, углед Академије, али и националне интересе српског народа.
Данас Одељење историјских наука САНУ у свом саставу има једанаест редовних чланова (Василије Крестић, Михаило Војводић, Љубодраг Димић, Мирјана Живојиновић, Јованка Калић, Десанка Ковачевић-Којић, Љубомир Максимовић, Миодраг Марковић, Момчило Спремић, Гојко Суботић, Славенко Терзић), четири дописна члана (Драган Богетић, Драган Војводић, Вујадин Иванишевић, Мира Радојевић) и једно члана ван радног састава (Јелена Милојковић-Ђурић).
Својим одборима и пројектима Одељење историјских наука покрива готово сва раздобља српске прошлости и сва подручја на којима је живео, и на којима и данас живи, српски народ.